# まりもっこりベスト
『まりもっこりベスト』は、ビクターエンタテインメントより2008年7月16日に発売されたコンピレーション・アルバム。

## 解説
北海道のマスコットキャラクターまりもっこりをテーマにしたベスト・アルバム。公式テーマソング「こりこりまりもっこり」の他にも神谷明や嶋大輔など様々な著名人が参加している。

## 収録曲
1. SCENE1
2. こりこりまりもっこり
作詞：石川絵里、作曲：川嶋可能、歌：CORICORI
3. まりもっこりコール
作詞：春和文、作曲：川嶋可能、歌：CORICORI
4. SCENE2
5. こりこりまりもっこり　教室編　まりもっこりこーだー
演奏：CORICORI
6. こりこりまりもっこり 放課後編　ユーロでもっこりMIX
歌：CORICORI
7. SCENE3
8. こりこりまりもっこり 大人編 ～DANCEHALL VER.
CORICORI feat.笑連隊
9. こりこりまりもっこり スカッともっこり編 SKA VER.
CORICORI Remixed by i-Watch (from HOME GROWN)
10. SCENE4
11. マリーマリーモコリン
作詞：FLAT5th Rico、作曲：小杉保夫、歌：キグルミ
12. SCENE5
13. ホストもっこりコール
歌：クラブ愛もりもりもっこりーず
14. SCENE6
15. つっぱりもっこりロックンロール
作詞・作曲：AKIRASTAR、歌：嶋大輔
16. SCENE7
17. パパもっこり体操
作詞・作曲：成本智美、歌：神谷明
18. SCENE8
19. まりもっこり・ザ・ワールド
作詞：六ツ見純代、作曲：江並哲志、歌：CORICORI and KIGURUMI
20. SCENE9
21. まりもっこり絵かき歌
歌：CORICORI